# Job&Baby
『Job&baby』（じょぶあんどべいびー）は、三好博子の著書、およびそれを原作にした舞台作品。

## 舞台
- 公演：2007年3月6日～13日　全10回公演
- 場所：青山円形劇場

### スタッフ
- 原作・製作：三好博子
- 企画・演出・脚本：赤間麻里子

### 出演
- 小日向しえ－あかり／シンデレラ
- 小林愛－まい／姉／三女
- 山野海－園長／母／長女
- 酒向芳－内田／王子／長男
- 滝藤賢一－星一／靴屋／次男
- 吉田ゐさお－鍵の番人
- 小松千春（特別出演）－片山／女／次女